# 風吹く街角
「風吹く街角」（かぜふくまちかど）は、1995年11月22日発売の甲斐よしひろ10thシングル。オリジナル楽曲としては実質8thシングル。

## 概要
東芝EMI（現：EMIミュージックジャパン）復帰第一弾シングルで、オリジナル・アルバム『GUTS』の先行シングルとして発売された。
表題曲は、フジテレビ系『めざまし天気』エンディングテーマに使用された。

## 収録曲
- 全作詞・作曲：甲斐よしひろ、編曲：鎌田ジョージ

1. 風吹く街角
2. メタモルフォーゼ (Alternative Acoustic Version)
3. 風吹く街角 (Original Karaoke)